# Benín en los Juegos Olímpicos de Río de Janeiro 2016
Benín confirmó su participación en los Juegos Olímpicos de 2016 en Río de Janeiro, Brasil, del 5 al 21 de agosto de 2016.

## Deportes

### Atletismo
Benín logró la participación de dos atletas.
Hombres
| Atleta      | Evento | Eliminatorias | Eliminatorias | Cuartos de final | Cuartos de final | Semifinal | Semifinal | Final     | Final |
| Atleta      | Evento | Resultado     | Rango         | Resultado        | Rango            | Resultado | Rango     | Resultado | Rango |
| ----------- | ------ | ------------- | ------------- | ---------------- | ---------------- | --------- | --------- | --------- | ----- |
| Didier Kiki | 100 m  |               |               |                  |                  |           |           |           |       |

Mujeres
| Atleta        | Evento | Eliminatorias | Eliminatorias | Semifinal | Semifinal | Final     | Final |
| Atleta        | Evento | Resultado     | Rango         | Resultado | Rango     | Resultado | Rango |
| ------------- | ------ | ------------- | ------------- | --------- | --------- | --------- | ----- |
| Noélie Yarigo | 800 m  |               |               |           |           |           |       |

### Esgrima
Tras el final del Grand Prix, Benín logró un deportista en la competición olímpica. Yemi Apithy había obtenido su lugar olímpico en sable masculino como uno de los dos esgrimidores de más alto rango de África fuera de ranking oficial superior de la Federación Internacional de Esgrima, lo que significó el debut del país en el deporte.

### Judo
Benín clasificó un judoca para la categoría de peso medio masculino (90 kg) en los Juegos. Celtus Dossou Yovo ganó un punto de cuota continental de la región de África como judoca de alta clasificación por la Federación Internacional de Judo en 2015.

### Natación
Benín recibió una invitación de la Federación Internacional de Natación para enviar dos nadadores universitarios (un hombre y una mujer) para los Juegos.
| Atleta         | Evento                      | Eleminatorias | Eleminatorias | Semifinal | Semifinal | Final  | Final |
| Atleta         | Evento                      | Tiempo        | Rango         | Tiempo    | Rango     | Tiempo | Rango |
| -------------- | --------------------------- | ------------- | ------------- | --------- | --------- | ------ | ----- |
| Jules Bessan   | 50 m estilo libre masculino |               |               |           |           |        |       |
| Laraïba Seibou | 50 m estilo libre femenino  |               |               |           |           |        |       |